# Großer Hirschenstein
Großer Hirschenstein är ett berg i Österrike.   Det ligger i distriktet Oberwart och förbundslandet Burgenland, i den östra delen av landet, 100 km söder om huvudstaden Wien. Toppen på Großer Hirschenstein är 862 meter över havet, eller 332 meter över den omgivande terrängen. Bredden vid basen är 7,8 km.
Terrängen runt Großer Hirschenstein är huvudsakligen lite kuperad. Närmaste större samhälle är Rechnitz, 6,5 km sydost om Großer Hirschenstein. 
Trakten runt Großer Hirschenstein består till största delen av jordbruksmark. Runt Großer Hirschenstein är det ganska tätbefolkat, med 56 invånare per kvadratkilometer.